# (38588) 1999 XV91
1999 XV91 (asteroide 38588) é um asteroide da cintura principal. Possui uma excentricidade de 0.04604040 e uma inclinação de 6.23935º.
Este asteroide foi descoberto no dia 7 de dezembro de 1999 por LINEAR em Socorro.